# Dicranota guerini
Dicranota guerini är en tvåvingeart som beskrevs av Zetterstedt 1838. Dicranota guerini ingår i släktet Dicranota, och familjen hårögonharkrankar. Arten är reproducerande i Sverige.